# Single (Natasha Bedingfield)
Single è una canzone della cantante pop Natasha Bedingfield; è il primo singolo estratto dal suo album d'esordio Unwritten, ed è stato pubblicato in Gran Bretagna a maggio 2005. Negli Stati Uniti invece è stato il terzo singolo estratto, e la sua uscita sul mercato è stata nel 2006. La canzone parla della fierezza di essere single e del non avere bisogno di fidanzarsi.

## Video
Nel video Natasha, vestita un po' rétro, cammina per la città guardando con disprezzo insieme a tanti single, tutti gli uomini che le passano accanto. Nel video inoltre si intravedono le prime tracce di balletti sensuali, del tutto assenti nei video precedenti.

## Edizioni e Lista tracce
Di seguito sono elencate le principali edizioni pubblicate, con relativa lista tracce, di "Single".
CD singolo UK

(pubblicato 3 maggio 2004)
1. "Single" - 3:57
2. "Single" (K-Gee remix) - 3:44

Maxi CD singolo UK

(82876615232; pubblicato 3 maggio, 2004)
1. "Single" - 3:57
2. "Single" (Delinquents "Right Now" Refix) - 5:03
3. "Single" (Martijn Ten Velden & Mark Knight Future Fun remix) - 7:44
4. "Single" video
5. Galleria fotografica

Maxi CD singolo Europa/Australia

(82876615232; pubblicato 5 luglio 2004)
1. "Single" - 3:57
2. "Single" (Delinquents "Right Now" Refix) - 5:03
3. "Single" (Martijn Ten Velden & Mark Knight Future Fun remix) - 7:44
4. "Single" video
5. Galleria fotografica

## Posizioni in classifica
| Classifiche (2004)              | Posizione |
| ------------------------------- | --------- |
| Irlanda (class. singoli)        | 7         |
| Norvegia (class. singoli)       | 16        |
| Svezia (class. singoli)         | 17        |
| Gran Bretagna (class. singoli)  | 3         |
| Classifiche (2006)              | Posizione |
| USA Billboard Hot 100           | 57        |
| USA Billboard Hot Digital Songs | 33        |
| USA Billboard Pop 100           | 38        |